# Pedilophorus comatus
Pedilophorus comatus là một loài bọ cánh cứng trong họ Byrrhidae. Loài này được Oke miêu tả khoa học năm 1932.